# Clark Hunt

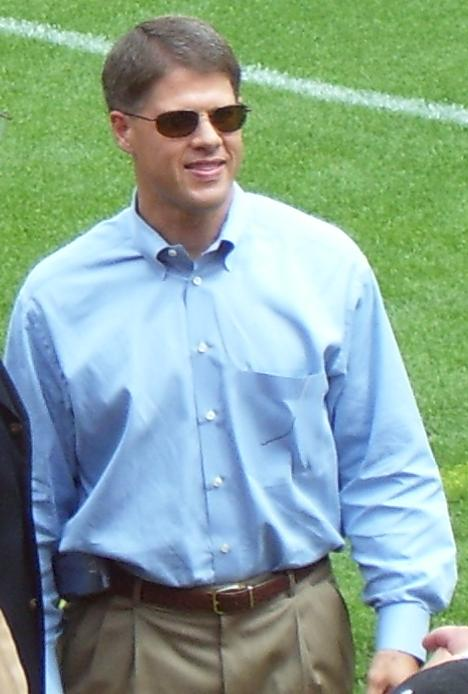
Clark Hunt

Clark Hunt (* 19. Februar 1965) ist ein US-amerikanischer Unternehmer und Besitzer der Kansas City Chiefs, eine Franchise der National Football League (NFL).

## Werdegang
Clark Hunt besuchte die St. Mark’s School von Texas. Anschließend studierte er an der Southern Methodist University, die er als Jahrgangsbester im Jahr 1987 abschloss.
Hunt begann seine Karriere als Analyst bei Goldman Sachs.

## Privatleben
Sein Vater Lamar Hunt war der Gründer der Dallas Texans, aus denen 1963 durch den Umzug nach Missouri die Kansas City Chiefs wurden. Sein Großvater war der Ölmilliardär Haroldson Hunt. Clark Hunt ist mit Tavia Shackles verheiratet, zusammen haben sie drei Kinder.
| Personendaten    | Personendaten                           |
| ---------------- | --------------------------------------- |
| NAME             | Hunt, Clark                             |
| ALTERNATIVNAMEN  | Hunt, Clark Knobel (vollständiger Name) |
| KURZBESCHREIBUNG | US-amerikanischer Unternehmer           |
| GEBURTSDATUM     | 19. Februar 1965                        |